# Holle Verlag
Der Holle Verlag in Baden-Baden wurde 1933 in Berlin gegründet und bestand bis 1988. Verleger war der Niederländer Gérard Du Ry van Beest Holle (* 27. Juni 1907 in Den Haag; † 10. Januar 1986 in Karlsruhe). Sein Schwerpunkt war zunächst Belletristik und ab den 1950er Jahren Enzyklopädien und Gesamtdarstellungen besonders zur Geschichte und Kunstgeschichte.
1933 bis 1944 hatte der Verlag seinen Sitz in Berlin, 1949 bis 1951 bei Frankfurt am Main, 1952 bis 1954/55 in Darmstadt und danach in Baden-Baden.
Du Ry van Beest Holle hatte in Leiden Jura studiert, sich aber nach der Heirat mit einer Protestantin mit der streng katholischen Familie in Den Haag zerstritten und war nach Berlin gezogen, wo er im Herbst 1933 mit Hugo Zehder, ehemals Schriftleiter der Neuen Schaubühne, als Mitgesellschafter und Geschäftsführer den Holle Verlag gründete. Da Zehder bei den Nationalsozialisten unerwünscht war, schied er auf deren Druck 1936 aus. Holle veröffentlichte in den 1930er Jahren vor allem Heimat- und Familienromane, aber auch ausländische Übersetzungen unter anderem aus dem Niederländischen, wie Willy Corsari (W. A. Douwes-Schmidt, sie veröffentlichte im Verlag unter dem Namen Ly Corsari), die mit ihrem Arztroman Der Mann ohne Uniform auch 1937 für Konflikte mit den Nationalsozialisten sorgte, da er die Frage der ethischen Rechtfertigung von Euthanasie thematisierte, und Madelon Székely-Lulofs, deren Plantagenroman Gummi von 1934 eine Auflage von über 100.000 erreichte, Ungarn (Sandor Marai) und Skandinavien (Aleksis Kivi, Albin Widén u. a.) und Estland (Anton Hansen Tammsaare). Unter den deutschen Autoren waren Klaus-Erich Boerner, dessen Gefährtin meines Sommers bis Kriegsende eine Auflage von 100.000 erreichte, Paul Brock, Nikolaus Schwarzkopf, Walter von Molo, Hans Franck, Paul Gurk u. a. Er verlegte auch eine Reihe in der Art der Inselbücherei zum Beispiel mit Sappho-Gedichten und russischen Märchen (Die kleinen Holle Bücher). Nach Altenhein verlegte er aber keine ausgesprochene Parteiliteratur.
Er gründete im Jahre 1941 eine Niederlassung in Den Haag (schon in den 1930er Jahren arbeitete er viel mit niederländischen Druckern und Verlagen zusammen), in der er unter anderem Übersetzungen in Lizenz von Hoffmann und Campe und Reclam druckte. Er war in Berufsverbänden in den besetzten Niederlanden aktiv. Nach dem Krieg wurde ihm die niederländische Staatsbürgerschaft für zehn Jahre aberkannt und er erhielt fünf Jahre Berufsverbot in den Niederlanden (1946–1951). Die Familie ging in dieser Zeit nach Frankreich.
Im Jahre 2017 erschien eine Familienchronik in den Niederlanden unter dem Titel Jalna. Der Autor war der Sohn des Verlegers. Die Familienchronik war nur möglich auf Grund der Dokumente, die sich im niederländischen „Nationaal Archief“ befinden. Die Zusammenfassung in der deutschen Sprache lautet:

„Wegen seiner langjährigen Verlagstätigkeit in Berlin stand mein Vater, der Verleger G. Du Ry van Beest Holle, nach Kriegsende in den Niederlanden unter dem Verdacht der Kollaboration mit den National Sozialisten. Er und seine Ehefrau wurden viele Monate inhaftiert und sein Vermögen der Niederländischen Zwangsverwaltung (Nederlands Beheersinstituut = NBI) unterstellt. Auf Grund anonymer Verleumdungen befürchteten meine Eltern einen Prozess, dessen Ausgang ihnen zu unsicher war. Sie gingen mit ihren drei Kindern ins Exil nach Frankreich und lebten dort drei Jahre in Armut. Im Jahre 1947 wurde dort ihre jüngste Tochter geboren. Nachdem die Zwangsverwaltung am 14. Juni 1949 aufgehoben worden war, verließen sie ihr Exil und kehrten zurück in die Niederlande. Diese vier Jahre andauernde Zwangsverwaltung des NBI hatte verheerende Folgen. Ihr Vermögen war völlig heruntergewirtschaftet, dem Ehepaar blieben nur Schulden.
Am 28. Dezember 1949 kam das NBI zu der Schlussfolgerung, dass sich der Verdacht gegen den Verleger G. Du Ry van Beest Holle nicht erhärten ließ. Wörtlich hieß es: Temeer betreuren wij deze gang van zaken, aangezien sedert dien niet gebleken is, dat enige tegen U gerezen verdenking gegrond was. Frei übersetzt: Wir bedauern dieses Geschehen umso mehr, weil seitdem nicht erwiesen wurde, dass beliebig welcher Verdacht gegen Sie begründet war.
Im März des gleichen Jahres hatte das NBI ausgesagt, dass der Holle Verlag „offensichtlich keine NS-Propaganda verlegt hatte“, aber das Berufsverbot des Verlegers wurde nicht aufgehoben. In den Niederlanden durfte er seinen Verlag bis zum Jahre 1951 nicht wieder anfangen. Ihm blieb keine andere Wahl als mit seiner Familie nach Deutschland zu ziehen. Er fing in Darmstadt neu an und siedelte im Jahre 1954 um nach Baden-Baden.
Trotz der gravierenden Fehler der Zwangsverwaltung wurden dem Verleger keine Schadenersatzansprüche anerkannt. Das NBI hatte schon früh gesetzliche Immunität bekommen. Zum Abschluss wurden dem Verleger die Verwaltungskosten in Rechnung gestellt.“

Wegen des auch nach 1949 anhaltenden Berufsverbots konnte er in den Niederlanden seinen Verlag nicht neu gründen. Nur in Deutschland konnte er ab 1949 neu anfangen, zuerst in Frankfurt, wo er eine Dünndruckausgabe der Werke von Georg Christoph Lichtenberg herausbrachte, mit alten Verlags-Titeln, ersten Kunstbänden (aus England, mit Lizenzen über die Niederlande), einer Shakespeare-Ausgabe von Hans Rothe, aber auch neuen Übersetzungen ausländischer Literatur ähnlich wie rororo (zum Beispiel Sartre, Marguerite Duras, auch einige Niederländer). Auch einige neuere deutsche Autoren wie Burkhard Nadolny waren darunter. 1952 zog er nach Darmstadt, wohin er Werner Stichnote (1908–1994) folgte, den er noch aus Berlin und Potsdam kannte und der Teilhaber wurde und außerdem einen eigenen Verlag hatte (Das Goldene Vlies). Er war aus Potsdam (wo er als Verleger mit den sowjetischen Besatzungsbehörden Probleme hatte) zunächst nach Westberlin und dann nach Darmstadt gegangen, wo Werner Jahn ein neues Verlagsviertel gründete. 1954 gelang Stichnote und Holle ein großer Coup, als sie den bankrotten Alfons Bürger Verlag erwarben, der mit einem frühen Versuch zu einer Taschenbuchreihe wie rororo pleitegegangen war. Der Ullstein Verlag war an den Resten interessiert und Holle und Stichnote konnten an diesen weiterverkaufen, wobei Stichnote den Holle Verlag verließ und bei Ullstein später in die Geschäftsleitung aufstieg. 1953 war der Roman von Han Suyin Alle Herrlichkeit auf Erden, der damals auch als Film bekannt war, ein großer Erfolg für den Verlag.
Über den Schweizer Verleger Helmut Kossodo (1915–1994), von dem er unter anderem für seinen Verlag eine Robert-Walser-Ausgabe übernahm, gründete Holle einen Ableger in Genf, der dem Verlag internationalen Anstrich gab.
Der Holle Verlag gab 1959 bis 1971 die Reihe Kunst der Welt heraus und mehrere Reihen über Weltgeschichte:
- Vergleichende Weltgeschichte. Herausgeber Hans H. Hofstätter, Hannes Pixa, 16 Bände, 1962 bis 1967.
- Holle Welt- und Kulturgeschichte. 18 Bände und Band „heute“. Herausgeber Gerard Du Ry van Beest Holle. Unter Mitarbeit von Hans H. Hofstätter u. a., 1970 bis 1976.
- Holle Das Bild der Menschheit. 9 Bände und Zusatzband, 1976/77 (Sonderausgabe der Welt- und Kulturgeschichte).
- Holle Universalgeschichte, Herausgeber Uwe Paschke 1976 (Lizenzausgabe in 2 Bänden, Salzburg: Andreas 1978 und 1996 eine Lizenzausgabe im Weltbild Verlag.)
- Holle Enzyklopädie der Weltgeschichte. 2 Bände, Herausgeber Uwe Paschke, 1980, 1986.
- Ab 1967 Kunst im Bild – Der neue Weg zum Verständnis der Weltkunst. 18 Bände.
- Weitere Reihen waren: Holle Kunstbibliothek, Vergangene Kulturen

1971 bis 1973 erschien Holles Kunstgeschichte (Herausgeber Gérard Du Ry van Beest Holle) in drei Bänden. Von der Holle Kunstgeschichte gibt es auch Lizenzausgaben unter anderem bei Parkland (1975, Parkland Kunstgeschichte). Weitere Veröffentlichungen waren Holles Tier-Enzyklopädie (ab 1972, 6 Bände), eine Übersetzung von Elsevier´s Animal Encyclopedia.
Gérard Du Ry van Beest Holle war vielfach der Herausgeber der Reihen und außerdem Gesellschafter von Holle & Co. International Art Publishers in Voorburg. Einer der Autoren war sein Neffe, der Kunstwissenschaftler Carel Jan Du Ry van Beest Holle (1930–2013), hauptberuflich Museumsdirektor in Rotterdam (im Het Schielandshuis).
In den 1970er Jahren kam man mit dem Versuch eines Direktvertriebs der Kunstbände in finanzielle Probleme und danach lebte der Verlag vor allem von der Verwertung von Zweitrechten – die Bände (zunehmend veraltet, aber gut ausgestattet) wurden in Buchgemeinschaften und Lizenz weiter veröffentlicht. Auch nach dem Ende des Verlags 1988 gab es in Baden-Baden das Holle Bildarchiv zur weiteren Verwertung von Bildrechten.
Cheflektor war 1961 bis 1972 der Kunsthistoriker Hans H. Hofstätter. Danach war Uwe Paschke in den 1970er Jahren Cheflektor.